# Elecciones legislativas de Uruguay de 1931
El 29 de noviembre de 1931 se realizaron elecciones legislativas en Uruguay. Las varias facciones del Partido Colorado ganaron la mayor cantidad de escaños en la Cámara de Diputados.

## Resultados
| Partido o lema                       | Partido o lema                       | Votos   | %      | Diputados obtenidos | +/-   |
| ------------------------------------ | ------------------------------------ | ------- | ------ | ------------------- | ----- |
| Partido Colorado                     | Partido Colorado Batllista           | 110,693 | 35.82  | 45                  | +8    |
| Partido Colorado                     | Partido Colorado Gral Rivera         | 18,302  | 5.92   | 7                   | -2    |
| Partido Colorado                     | Partido Colorado por la Tradición    | 13,831  | 4.48   | 5                   | -4    |
| Partido Colorado                     | Partido Colorado Radical             | 8,965   | 2.90   | 3                   | -1    |
| Partido Colorado                     | Total                                | 151,791 | 49.12  | 60                  | +1    |
| Partido Nacional                     | Partido Nacional                     | 133,625 | 43.24  | 55                  | -5    |
| Unión Cívica                         | Unión Cívica                         | 7,404   | 2.40   | 3                   | +2    |
| Partido Comunista                    | Partido Comunista                    | 6,235   | 2.02   | 2                   | +1    |
| Partido Socialista                   | Partido Socialista                   | 5,630   | 1.82   | 2                   | +1    |
| Partido Blanco Radical               | Partido Blanco Radical               | 3,367   | 1.09   | 1                   | 0     |
| Sindica Gente de Artes y Afines      | Sindica Gente de Artes y Afines      | 412     | 0.13   | 0                   | Nuevo |
| Agrupación Militar Patria y Ejército | Agrupación Militar Patria y Ejército | 244     | 0.08   | 0                   | Nuevo |
| Partido por la Defensa del Pueblo    | Partido por la Defensa del Pueblo    | 156     | 0.05   | 0                   | Nuevo |
| Partido Agrario                      | Partido Agrario                      | 151     | 0.05   | 0                   | 0     |
| Partido Popular                      | Partido Popular                      | 26      | 0.01   | 0                   | Nuevo |
| Partido Reformista                   | Partido Reformista                   | 7       | 0.00   | 0                   | 0     |
| Total                                | Total                                | 309,048 | 100.00 | 123                 | 0     |
| Votantes Registrados                 | Votantes Registrados                 | 419,271 | -      |                     |       |
| Fuente: Nohlen, parlamento           |                                      |         |        |                     |       |